# جيفري بالمر
جيفري بالمر (4 يونيو 1927 - نوفمبر 2020)، هو ممثل من المملكة المتحدة. ولد في لندن.

## التعليم
تعلم في مدرسة هايغيت ‏

## جوائز
حصل على جوائز منها:
- نيشان الامبراطورية البريطانية من رتبة ضابط.

## روابط خارجية
- جيفري بالمر على موقع IMDb (الإنجليزية)
- جيفري بالمر على موقع روتن توميتوز (الإنجليزية)
- جيفري بالمر على موقع قاعدة بيانات الأفلام العربية
- جيفري بالمر على موقع ألو سيني (الفرنسية)
- جيفري بالمر على موقع ميوزك برينز (الإنجليزية)
- جيفري بالمر على موقع أول موفي (الإنجليزية)
- جيفري بالمر على موقع قاعدة بيانات الأفلام السويدية (السويدية)
- جيفري بالمر على موقع إن إن دي بي (الإنجليزية)
- جيفري بالمر على موقع ديسكوغز (الإنجليزية)
- جيفري بالمر على موقع قاعدة بيانات الفيلم (الإنجليزية)